# Francisco José Millán Mon
Francisco José Millán Mon, né le 8 mars 1955 à Pontevedra, est un homme politique espagnol.